# Parafia św. Jakuba Apostoła w Lęborku
Parafia pw. św. Jakuba Apostoła w Lęborku – rzymskokatolicka parafia należąca do diecezji pelplińskiej (dekanat lęborski). Opiekę nad parafią sprawują Franciszkanie. Jest najstarszą parafią w mieście.
Od 2020 roku funkcję proboszcza pełni o. Robert Wołyniec OFM Conv.